# (33148) 1998 DM9
1998 DM9 (asteroide 33148) é um asteroide da cintura principal. Possui uma excentricidade de 0.17628210 e uma inclinação de 8.36552º.
Este asteroide foi descoberto no dia 22 de fevereiro de 1998 por NEAT em Haleakala.